# Groupe de sécurité
Pour les articles homonymes, voir Groupe de sécurité de la présidence de la République.

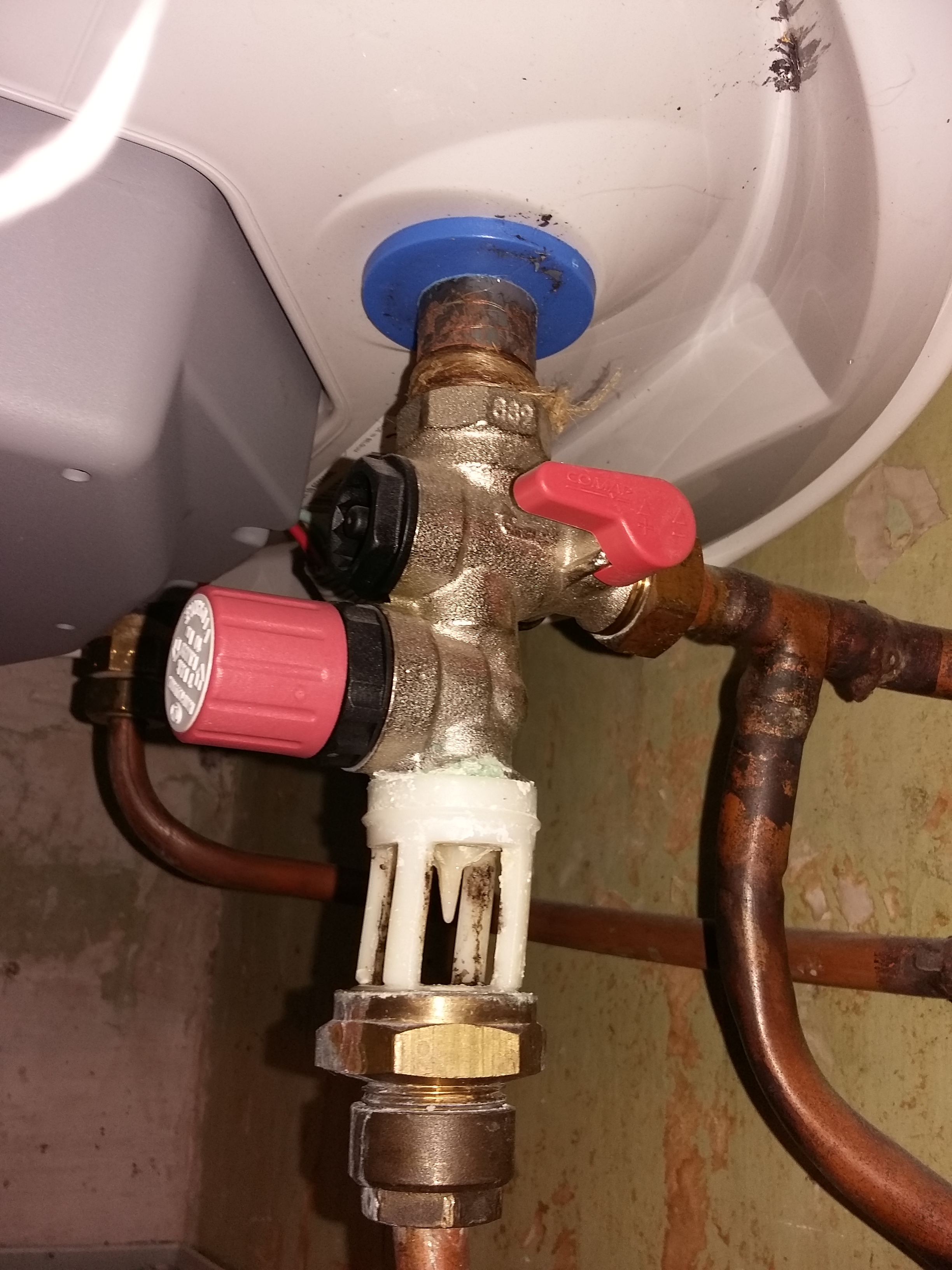
Un groupe de sécurité sous un chauffe-eau.

Un groupe de sécurité est un dispositif de plomberie chargé de maintenir la pression d'un chauffe-eau électrique inférieure à 7 bars. Il permet, entre autres, d'évacuer l'eau en excès à la suite de sa dilatation lors du chauffage, ce qui évite toute surpression dans le chauffe-eau.

## Description
Sous l'effet de l'augmentation de température, l'eau contenue dans un chauffe-eau se dilate et augmente ainsi la pression dans le contenant. Celui-ci risquerait de laisser fuir de l'eau, essentiellement par des soudures trop peu résistantes.
Le groupe de sécurité remplit différentes fonctions :
- il joue le rôle d'une soupape de sécurité s'ouvrant lorsque la pression de service maximale admise par le chauffe-eau est atteinte, afin d'éviter une surpression de celui-ci. La quantité d'eau évacuée quotidiennement ne représente normalement qu'une quantité maximum de 3 % du volume contenu dans le chauffe-eau ;
- il empêche l'eau chaude de remonter dans le circuit d'eau froide quand le chauffe-eau est en cours de chauffe (la pression augmentant, par dilation de l'eau, dans le circuit d'eau chaude) grâce à son clapet anti-retour. Ceci évite la pollution du circuit d'eau froide ;
- il permet d’arrêter l'arrivée d'eau froide (robinet d'arrêt) et de vidanger le ballon (soupape de vidange).

## Installation et précaution
Le groupe de sécurité s'installe sur l'arrivée d'eau froide d'un chauffe-eau à accumulation. L'étanchéité se fait grâce à de la filasse ou du ruban en Téflon. Les fabricants recommandent de le manœuvrer tous les ans afin d'éviter son blocage par entartrage.
Pour éviter la perte d'environ 1,7 % d'eau chaude à chaque cycle, il est fortement conseillé d'installer un vase d'expansion sanitaire dont le rôle est d'absorber la dilatation de l'eau. Ce dispositif, simple et peu coûteux, préserve le groupe de sécurité d'une usure prématurée.

## Manipulation du robinet du groupe de sécurité
Le groupe de sécurité comporte deux éléments manipulables :
- la vanne : elle contrôle l'arrivée d'eau froide du chauffe-eau. Cette vanne, souvent manipulable par une petite poignée noire ou rouge, est située dans la partie haute du groupe de sécurité. Sa position normale est ouverte (la poignée est parallèle au tuyau d'arrivée d'eau froide) ;
- le robinet de soupape : souvent rond et rouge, il est situé dans la partie basse du groupe de sécurité, juste au-dessus de la buse d'échappement de l'eau.

Il n'est pas conseillé de manœuvrer manuellement la soupape (risque d'obstruction par du calcaire à sa fermeture).[réf. nécessaire]
Pour manipuler le groupe de sécurité du chauffe-eau il faut : 
1. fermer la vanne d'arrivée d'eau froide en tournant sa poignée d'un quart de tour (pour ne pas l'endommager, vérifier le sens indiqué sur le corps de la poignée - la fermeture s'opère habituellement dans le sens anti-horaire, à l'inverse d'un robinet habituel). En position fermée, la poignée est perpendiculaire au tuyau d'arrivée d'eau froide ;
2. tourner le robinet de soupape dans le sens anti-horaire (environ un huitième de tour). Pour fermer le robinet il faut continuer à tourner dans le sens anti-horaire (un huitième de tour supplémentaire).

Tenter de fermer le robinet de sécurité en tournant dans le sens horaire comme un robinet classique conduirait à sa casse.